# Le Thoronet
Le Thoronet este o comună în departamentul Var din sud-estul Franței. În 2009 avea o populație de 4.022 de locuitori.

## Evoluția populației
| An        | 1975  | 1982  | 1990  | 1999  | 2006  | 2009  |
| --------- | ----- | ----- | ----- | ----- | ----- | ----- |
| Populație | 1.308 | 1.699 | 2.893 | 3.363 | 3.867 | 4.022 |